# Phường 8, Đà Lạt
Phường 8 là một phường thuộc thành phố Đà Lạt, tỉnh Lâm Đồng, Việt Nam.

## Địa lý
Phường 8 nằm ở phía bắc thành phố Đà Lạt, có vị trí địa lý:
- Phía đông giáp Phường 9 và Phường 12
- Phía tây giáp Phường 7
- Phía nam giáp Phường 1 và Phường 2
- Phía bắc giáp thị trấn Lạc Dương và xã Đạ Sar, huyện Lạc Dương.

Phường 8 có diện tích 17,65 km², dân số năm 2022 là 23.139 người, mật độ dân số đạt 1.310 người/km².

## Hành chính
Phường 8 được chia thành 17 tổ dân phố: Đa Thiện 1, Đa Thiện 2, Hà Đông 1, Hà Đông 2, Hà Đông 3, Mai Anh Đào, Nghệ Tĩnh 1, Nghệ Tĩnh 2, Nghệ Tĩnh 3, Nghệ Tĩnh 4, Nghệ Tĩnh 5, Nguyên Tử Lực 1, Nguyên Tử Lực 2, Nguyên Tử Lực 4, Phù Đổng Thiên Vương, Trần Đại Nghĩa, Vòng Lâm Viên.

## Lịch sử
Ngày 6 tháng 6 năm 1986, Hội đồng Bộ trưởng ban hành Quyết định số 67-HĐBT về việc thành lập Phường 8 trên cơ sở 20 tổ dân phố với 5.564 nhân khẩu.
Ngày 21 tháng 1 năm 2020, HĐND tỉnh Lâm Đồng ban hành Nghị quyết số 166/NQ-HĐND về việc:
- Thành lập tổ dân phố Đa Thiện 1 trên cơ sở một phần tổ dân phố Đa Thiện 1, một phần tổ dân phố Đa Thiện 3 và tổ dân phố Đa Thiện 2.
- Thành lập tổ dân phố Đa Thiện 2 trên cơ sở một phần tổ dân phố Đa Thiện 3 và tổ dân phố Đa Thiện 4.
- Thành lập tổ dân phố Nguyên Tử Lực 1 trên cơ sở một phần tổ dân phố Nguyên Tử Lực 2, tổ dân phố Cách Mạng Tháng 8 và tổ dân phố Nguyên Tử Lực 1.
- Thành lập tổ dân phố Nguyên Tử Lực 2 trên cơ sở phần còn lại của tổ dân phố Nguyên Tử Lực 2 và tổ dân phố Nguyên Tử Lực 3.
- Thành lập tổ dân phố Phù Đổng Thiên Vương trên cơ sở phần còn lại của tổ dân phố Đa Thiện 1, tổ dân phố Trần Nhân Tông và tổ dân phố Võ Trường Toản.